# Norra Nästjärnen
Norra Nästjärnen är en sjö i Grums kommun i Värmland och ingår i Göta älvs huvudavrinningsområde. Sjön är 7,2 meter djup, har en yta på 0,679 kvadratkilometer och befinner sig 87,3 meter över havet.
Fiskbeståndet består främst av abborre, gädda och mört, men här finns även gös, id och sarv. Sjön är, tillsammans med sin grannsjö Södra Nästjärn, belägen mellan de fyra gamla byarna Norra Näs, Södra Näs, Björnbol och Resbol.

## Delavrinningsområde
Norra Nästjärnen ingår i delavrinningsområde (659706-133411) som SMHI kallar för Mynnar i Värmeln. Medelhöjden är 133 meter över havet och ytan är 15,5 kvadratkilometer. Det finns inga avrinningsområden uppströms utan avrinningsområdet är högsta punkten. Vattendraget som avvattnar avrinningsområdet har biflödesordning 4, vilket innebär att vattnet flödar genom totalt 4 vattendrag innan det når havet efter 280 kilometer. Avrinningsområdet består mestadels av skog (64 procent), öppen mark (12 procent) och jordbruk (10 procent). Avrinningsområdet har 1,34 kvadratkilometer vattenytor vilket ger det en sjöprocent på 8,6 procent.